# Аэропорт Хуанчо-Ираускин
Аэропорт Хуанчо-Ираускин (ИАТА: SAB, ИКАО: TNCS) — международный аэропорт на Карибском острове Саба. Аэропорт назван в честь бывшего министра Арубы Хуанчо Ираускина, имя которого было также увековечено на официальных документах и картах, и начал функционировать в сентябре 1963 года.
Является аэропортом с одной из самых коротких в мире взлётно-посадочной полосой: её длина составляет 396 метров. Из-за этого на полосу могут садиться только самолёты с характеристиками укороченного взлета-посадки, в основном используются DHC-6, BN-2. Из аэропорта выполняются 3 регулярных рейса на другие острова в Карибском море. Регулярные рейсы совершает авиакомпания Winair.
Ежегодный пассажиропоток — 20 000 чел.